# Kendeord
|  | "Artikel" har flere betydninger, se Artikel |
En artikel eller kendeord er på mange sprog et lille ord, der lægger sig til et navneord (substantiv) og siger noget om dets køn, tal og kasus, og om det er bestemt eller ubestemt. På dansk er de ubestemte artikler i singularis (ental) en og et (ligesom på mange andre sprog mangler en ubestemt artikel i pluralis (flertal)), mens et substantiv gøres bestemt ved at sætte -en/-et efter det i ental - og -ne i flertal - eller ved at sætte den, det eller de foran.
Nogle og noget regnes også for danske kendeord for flertal, for eksempel "nogle former".
På engelsk er den ubestemte artikel i ental a/an, og den bestemte artikel er the. På tysk bøjes den bestemte artikel (der, die, das) i køn, tal og kasus. Andre sprog som latin bruger ikke artikler. På det keltiske sprog bretonsk er den ubestemte artikel un, ur eller ul, mens den bestemte artikel er  an, ar eller al afhængigt af første lyd i navneordet. Derimod tager artiklen hverken hensyn til køn eller kasus. Eksempler: an nor (døren), ur yezh (et sprog) og al liorzh (haven).

## Eksempler
Ubestemt ental:
En ulv
Bestemt ental:
Ulven eller Den store ulv
Bestemt flertal:
Ulvene
Bemærk at ulven og ulvene dannes ved et fleksiv snarere end et selvstændigt kendeord.